# Jost Fleckenstein
Jost Fleckenstein (Lucerna, 24 dicembre 1588 – Roma, 26 giugno 1652) è stato un ufficiale svizzero, comandante della Guardia Svizzera.

## Biografia
Nato a Lucerna, Jost Fleckenstein era figlio di Ägidius, membro del patriziato cittadino e possidente svizzero, e di Dorothea Holdermeyer. Durante la propria giovinezza egli frequentò il collegio dei gesuiti di Lucerna formandosi intellettualmente alla mentalità cattolica controriformata.
Intrapresa la carriera politica, divenne successivamente membro del Gran Consiglio lucernese (1610), divenendo poi balivo a Sempach (1613-16), cancelliere cittadino di Willisau (1620-27) ed entrando poi nell'esercito mercenario svizzero in cui ottenne incarichi a Milano sotto il governo dei re di Spagna che all'epoca erano titolari del Ducato. Rientrato nuovamente in politica, divenne membro del Piccolo Consiglio di Lucerna dal 1627 e venne nominato balivo di Ruswil (1631-33) e di Rothenburg (1637-38).
Viste le sue acute doti politico-amministrative, diplomatiche, politiche e militari, nel 1640 papa Urbano VIII lo prescelse quale nuovo capitano della guardia svizzera pontificia di stanza in Vaticano, dove si trattenne per tutto il 1641 per poi tornare l'anno successivo a Lucerna rinunciando quindi ad essere rieletto ai propri incarichi politici con l'intento di dedicarsi completamente alla milizia pontificia.
Rimase in carica come Colonnello comandante sino alla sua morte, avvenuta il 26 giugno 1652.